# Magendasseln
Die Magendasseln oder Magenbremsen (Gasterophilinae) stellen eine Unterfamilie der Dasselfliegen (Oestridae) dar. Die Larven der Tiere sind parasitisch und befallen wie die anderen Dasselfliegen vorwiegend Huftiere, vor allem Pferde. Sie entwickeln sich hauptsächlich im Magen ihrer Wirtstiere.

## Merkmale
Die ausgewachsenen Fliegen sind mittelgroß und meist pelzig behaart. Die Flügel sind sehr gut ausgebildet und die Tiere sind gute Flieger. Im Flug geben sie einen markanten Brummton von sich, der ihre potentiellen Wirte bereits stark verstört und Fluchtinstinkte auslöst. Die Mundwerkzeuge der Magendasseln sind zurückgebildet und die Tiere nehmen als Adulte (Ausgewachsene) keine Nahrung zu sich. Ihre Lebenszeit ist entsprechend mit einem bis sieben Tagen sehr kurz.

## Vorkommen
Von den Magendasseln sind etwa 25 Arten weltweit bekannt, davon sind 10 in Europa anzutreffen.

## Fortpflanzung
Die begatteten Weibchen der Magendasseln fliegen ihre Opfer an und legen die Eier in das Fell und verkleben sie dort. Die häufigste europäische Art, die Pferdemagenbremse (Gasterophilus intestinalis) bevorzugt dabei den Brust- und Bauchbereich oder die Beine, andere Arten legen die Eier in Mundnähe und Gasterophilus pecorum wählt auch Gegenstände in der Nähe der Pferde zur Eiablage. Bei manchen Arten legt das Weibchen bis zu 5000 Eier, die meisten Arten legen allerdings weniger.

## Entwicklungszyklus

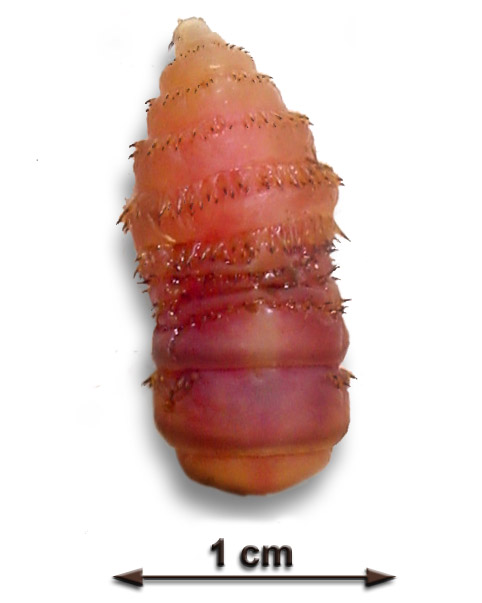
Larve der Magendassel des Pferdes

Die Larven schlüpfen nach etwa einer Woche, die Larven von Gasterophilus intestinalis erst nach Berührung mit dem Speichel des Wirtstieres. Die Junglarven dringen dann in die Mundhöhle ein und haken sich mit den Mundhaken in der Zunge oder der Wange fest. Von hier wandern die Maden in den Schlund und setzen sich unter dem Kehldeckel fest. Hier beginnen sie mit ihrer Blutmahlzeit, in deren Verlauf sie zum Magen und zum Darm wandern und sich dort mit Hilfe von Dornenkränzen festhaken. Eine charakteristische Eigenschaft der Larven dieses Stadiums sind hämoglobinhaltige Fettkörperzellen, die durch den weißen Körper deutlich sichtbar sind. Mit diesen sind die Larven in der Lage, sehr effektiv Sauerstoff zu binden, obwohl sie auch gänzlich ohne diesen auskommen. Der Magen des befallenen Pferdes kann mehrere Hundert dieser Parasiten enthalten. Die verpuppungsreifen Larven verlassen ihren Wirt durch den After und verpuppen sich im Boden.

## Schadwirkung
Die Magendasseln parasitieren fast ausschließlich bei Unpaarhufern, also bei Pferden, Eseln oder Maultieren, die Gattung Gyrostigma auch bei Nashörnern. Seltener kommen sie auch bei Hunden und auch beim Menschen vor und werden hier als „Hautmaulwurf“ bezeichnet, da sie sich unter der Haut entlangfressen. Die Entwicklung wird in diesen Fehlwirten jedoch nicht abgeschlossen, und die Larven gehen im zweiten Larvenstadium zugrunde.

## Phylogenie, Taxonomie, Systematik
Die Magendasseln galten lange Zeit als eigenständige Familie; heute hat sich die Einstufung als Unterfamilie der Familie Oestridae durchgesetzt. Die Unterfamilie umfasst, je nach taxonomischer Auffassung drei bis fünf Gattungen. Umstritten ist die Position zweier monotypischer (nur aus einer Art bestehender) Gattungen: Ruttenia loxodontis Rodhain lebt in Hautbeulen (Dasselbeulen), Neocuterebra squamosa Grünberg in Taschen im Hautgewebe von Afrikanischen Elefanten (Loxodonta africana). Beide sind basale Linien mit enger Verwandtschaft zu den Gasterophilinae, in die sie von manchen Autoren mit einbezogen werden. Meist werden diese, schlecht untersuchten, Arten aber in jeweils eigenständige Unterfamilien Rutteniinae bzw. Neocuterebrinae gestellt. Die verbleibenden (Kern-)Gasterophilinae bilden eine monophyletische Einheit. Sie umfassen drei Gattungen:
- Gattung Gasterophilus; Parasiten bei Pferden, acht Arten.
- Gattung Gyrostigma; Parasiten bei Nashörnern, drei Arten.
- Gattung Cobboldia; Parasiten bei Elefanten, drei Arten (eine weitere,  Cobboldia rusanovi Grunin ist zusammen mit ihrem Wirt, dem Wollhaarmammut, ausgestorben).

Nach genetischen Untersuchungen der MtDNA ergeben sich folgende Verwandtschaftsverhältnisse:
|  | Cobboldia                                                    |
|  |                                                              |
|  | \| \| Gyrostigma \| \| \| \| \| \| Gasterophilus \| \| \| \| |
|  |                                                              |
|  | Gyrostigma                                                   |
|  |                                                              |
|  | Gasterophilus                                                |
|  |                                                              |

|  | Gyrostigma    |
|  |               |
|  | Gasterophilus |
|  |               |